# Protandrena maurula
Protandrena maurula is een vliesvleugelig insect uit de familie Andrenidae. De wetenschappelijke naam van de soort is voor het eerst geldig gepubliceerd in 1896 door Theodore Dru Alison Cockerell.